# Пінтіку
Пінтіку (рум. Pinticu) — село у повіті Бистриця-Несеуд в Румунії. Входить до складу комуни Тяка.
Село розташоване на відстані 303 км на північний захід від Бухареста, 21 км на південь від Бистриці, 73 км на схід від Клуж-Напоки.

## Населення
За даними перепису населення 2002 року у селі проживала 881 особа.
Національний склад населення села:
| Національність | Кількість осіб | Відсоток |
| -------------- | -------------- | -------- |
| румуни         | 617            | 70,0%    |
| цигани         | 264            | 30,0%    |

Рідною мовою назвали:
| Мова      | Кількість осіб | Відсоток |
| --------- | -------------- | -------- |
| румунська | 617            | 70,0%    |
| циганська | 264            | 30,0%    |